# Лойко, Илья Сергеевич
Илья Сергеевич Лойко — белорусский спортсмен, занимающийся единоборствами вовинам, чемпион Белоруссии, серебряный призёр чемпионатов мира.

## Биография
Родился 9 марта 1989 года в Борисове. С раннего детства начал заниматься восточными единоборствами. В белорусской федерации вовинама с 2012 года. За это время успел дважды победить в чемпионате республики, а также поучаствовать в двух чемпионатах мира (серебряная награда).

## Награды
- Чемпион Беларуси (2015, 2016)[2]
- Вице-чемпион Беларуси (2014)
- Вице-чемпион мира (2014)